# Emiliano (cônsul em 259)
Emiliano (em latim: Aemilianus) foi um oficial romano do século III, ativo durante o reinado do imperador Valeriano (r. 253–260). Sabe-se que em 259 teria sido nomeado cônsul anterior com Pompônio Basso. Por certo tempo associou-se este indivíduo ao Númio Emiliano Destro descrito como procônsul da Ásia numa inscrição (CIL II, 4512) descoberta em Barciano, na Hispânia Citerior, porém recentemente considera-se que este governador é o prefeito pretoriano homônimo do final do século IV.